# Karin Jacov
Karin Susanne Jacov, folkbokförd Jakov, ogift Andreasson, född 1 mars 1976 i Kungälvs församling i Göteborgs och Bohus län, är en svensk författare.

## Biografi
Jacov växte upp i Kungälv, där hon också är bosatt med sin man Martin Jacov (född 1979) och deras två barn. Hon är utbildad förskollärare och har arbetat som detta sedan 2002.

## Författarskap
Under en av sina föräldraledigheter bestämde hon sig för att förverkliga sina författardrömmar, och började skriva sin debutbok Malte Modig. Den utgavs 2014 på Idus förlag och illustrerades av Kajsa Lind. Två uppföljare till boken utgavs 2015.
År 2016 utgavs Jacovs kapitelbok Sassa brassa Mandel-Kakan på samma förlag och med samma illustratör.